# Взгляд с экрана
«Взгляд с экрана», или «Ален Делон», — пятая песня альбома «Разлука» группы Nautilus Pompilius. Написана Вячеславом Бутусовым на слова Ильи Кормильцева.
Текст является вольным переводом песни «Robert De Niro's Waiting...» группы Bananarama, исполненной в феврале 1984 и занимавшей долгое время 4 строчку в UK Singles Chart. Также песня вошла в студийный альбом «Князь тишины» (третья песня) и в концертные записи «Подъём» и «Ни Кому Ни Кабельность» (часть 1). Песня стала одной из визитных карточек группы «Наутилус Помпилиус». В 1988 году на эту композицию был представлен клип, который представлял собой нарезку из съемок группы в студии и фрагментов из фильма Алексея Балабанова «Раньше было другое время».
Впервые композиция прозвучала на квартире у Виктора Комарова:

В кругу друзей Слава неожиданно заявил, что хочет подарить Илье на день рождения новую песню. До дня рождения оставалось ещё месяца три, но это были детали. Тогда впервые и выяснилось, что «Ален Делон не пьёт одеколон». Услышав песню в исполнении Бутусова, Кормильцев жутко взбодрился и выскочил на балкон, где у Пифы (Комарова) жил манекен по имени Фёдор… Недолго думая, Илья схватил Фёдора в охапку и сбросил с третьего этажа. Бродивший поблизости народ был ошарашен невиданным в здешних краях зрелищем. На их глазах из окна, прямиком в небо, вылетал почти натуральный человек. Тут же Пифа, Бутусов и Кормильцев с хохотом выскочили на улицу и с причитаниями «Осторожно, осторожно! Ногами за дверь не зацепись!» утащили Фёдора в подъезд.— Леонид Порохня
Во время записи акустического альбома в 1996 году песня «Взгляд с экрана» была представлена Вячеславом Бутусовым как «одиозная песня о вреде питья парфюмерных изделий».
Российское издание «Областная газета» отметило: «Бутусов всегда находил адекватное музыкальное воплощение стихам Кормильцева. Иногда даже „поднимал“ их, увидев в них то, чего не видел сам поэт. Так „Алена Делона“, который не пьёт одеколон, сам Илья считал простенькой сатирой — вроде лозовской „Девочки в баре“, а Бутусов сделал из неё драму, не слабее шекспировских».

## Смысл песни
Песня описывает жизнь девушки, единственным утешением которой является её кумир, Ален Делон.
В альбоме «Разлука» воспевается своеобразность нелегкого исторического пути России, и в песнях «Взгляд с экрана» и «Скованные одной цепью» очевидным становится состояние занавеса, круговой поруки, ограниченности, в которой пребывает человек (в историческом контексте — советский человек). В песне «Взгляд с экрана» напрямую сталкиваются сферы здесь — мрачного быта и ощущение там — прекрасного настоящего бытия.

Фокус был в том, что Илья написал «лёгкий» текстик про глупенькую девочку из многоэтажных кварталов, единственным утешением для которой посреди фантасмагории пролетарского бытия стала фотография на стене. 

Ален Делон, Ален Делон 
Не пьет тройной одеколон…
Именно «Тройной». И всё-таки насторожился, услышав тяжёлую, полную мрака и безысходности песню на свои, по замыслу издевательские стишки. Но […] спорить не стал, стерпел даже исчезновение целого слова «тройной», которое Слава петь отказался наотрез.— Леонид Порохня

## Кавер-версия
Кавер-версия песни была исполнена группой «Вопли Видоплясова» для трибьюта «Нау Бум» в 2009 году. Особенностью этой кавер-версии является то, что она была переведена на французский язык и исполнена в нехарактерной для Наутилуса аранжировке (в частности, добавлен баян). Также кавер был выпущен в альбоме «Ладо».

## Реакция Алена Делона
В 2012 году Ален Делон, будучи гостем программы «Вечерний Ургант», по предложению Урганта выпил немного одеколона и разбавленный денатурат.